# Emanuel Boczek
Emanuel Boczek (* 8. Februar 1914; † unbekannt) war ein deutscher Fußballspieler.

## Karriere
Boczek gehörte Meißen 08 an und war als Gastspieler ab Juni 1940 bis 1942 beim Dresdner SC, für den er in der Gauliga Sachsen Punktspiele bestritt.
Während seiner Zeit beim DSC gewann er einmal die Gaumeisterschaft und war zweimal berechtigt, mit seiner Mannschaft in der Endrunde um die Deutsche Meisterschaft mitzuspielen. Nachdem er in der Saison 1939/40 zunächst die letzten zwei Spiele der Gruppe 2, gegen den 1. SV Jena und den Eimsbütteler TV bestritten hatte und mit der Mannschaft als Gruppensieger in das Halbfinale eingezogen war, wurde auch die Begegnung am 14. Juli 1940 beim SK Rapid Wien mit 2:1 nach Verlängerung gewonnen. Das am 21. Juli 1940 im Berliner Olympiastadion ausgetragene Finale wurde durch das Tor von Ernst Kalwitzki in der 27. Minute zugunsten des FC Schalke 04 entschieden. In der Saison 1940/41 bestritt Boczek alle vier Spiele der Untergruppe 1b sowie die beiden in Hin- und Rückspiel gegen Vorwärts-Rasensport Gleiwitz ausgetragenen Gruppenfinalspiele, die jeweils mit 3:0 – er trug im Rückspiel ein Tor bei – gewonnen wurden. Nachdem am 8. Juni 1941 in Beuthen O.S. das Halbfinalspiel gegen den SK Rapid Wien mit 1:2 verloren worden war, siegte er mit seiner Mannschaft im Spiel um Platz 3 im heimischen Stadion am Ostragehege gegen den VfL Köln 1899 mit 4:1. In den beiden Spielzeiten nahm er auch am Wettbewerb um den Tschammerpokal teil, den er mit seiner Mannschaft beide Male gewann; dazu trug er mit neun Spielen bei, in denen er vier Tore erzielte.

## Erfolge
- Tschammerpokal--Sieger 1940, 1941
- Zweiter der Deutschen Meisterschaft 1940
- Dritter der Deutschen Meisterschaft 1941
- Gaumeister 1941